# Alpine Club (Reino Unido)
El Alpine Club o Club alpino británico, fundado en Londres el 22 de diciembre de 1857, es el más antiguo club de alpinismo.

## Historia
El Alpine Club fue creado el 22 de diciembre de 1857 por un grupo de montañeros (salidos de las Public schools británicas) en el Ashley's Hotel de Covent Garden en Londres, E. S. Kennedy presidió la sesión. John Ball fue elegido el primer presidente y Kennedy vicepresidente:
«El objeto del Alpine Club es facilitar la asociación entre aquellos que poseen una afinidad de gustos, y para permitir a sus miembros hacer preparativos para encuentros en alguna localidad adecuada de manera que puedan en compañía emprender cualquiera de las más difíciles excursiones de montaña, y dar a todos una oportunidad de consultar los mapas y libros que se colocarán en las habitaciones que se espera que con el tiempo posea el Club. Los miembros ocasionalmente cenarán juntos a su propia costa, pero los fondos del Club estarán disponibles cuando en ocasiones apropiadas el Club se vea favorecido por la presencia de exploradores geográficos, o por otros invitados célebres.»

## Lista de los presidentes
- 1857–1860: John Ball
- 1860–1863: Edward Shirley Kennedy
- 1863–1865: Alfred Wills
- 1865–1868: Leslie Stephen
- 1868–1871: William Mathews
- 1871–1874: William Longman
- 1875–1877: Thomas Woodbine Hinchliff
- 1881–1883: Thomas George Bonney
- 1884–1886: Florence Crauford Grove
- 1886–1890: Clinton Thomas Dent
- 1890–1893: Horace Walker
- 1893–1896: Douglas Freshfield
- 1896–1899: Charles Pilkington
- 1899–1902: James Bryce
- 1902–1904: Martin Conwayay
- 1904–1906: George Forrest Browne
- 1908–1911: Hermann Wooley
- 1911–1914: W. E. Davison
- 1914–1917:
- 1917–1919: John Percy Farrar
- 1920–1923: J. Norman Collie
- 1923–1926: Charles Granville Bruce
- 1926–1929: Sir George Henry Morse
- 1929–1932: Claude Wilson
- 1932–1934: Sir John Withers MP
- 1935–1938: Edward Lisle Strutt
- 1938–1940: Claud Schuster
- 1941–1943: Geoffrey Winthrop Young
- 1944–1947: Leo Amery
- 1947–1949: Tom George Longstaff
- 1950–1953: Claude Aurelius Elliott
- 1953–1956: Edwin Savory Herbert
- 1956–1959: John Hunt
- 1959–1962: George Finch
- 1962–1965: Howard Somervell
- 1965-1968: Eric Shipton
- 1968–1971: Charles Evans
- 1971–1974: A. D. M. Cox
- 1974–1977: Jack Longland
- 1977–1980: Peter Lloyd
- 1980–1983: J. H. Emlyn-Jones
- 1983-1986: R. R. E. Chorley
- 1986: A. K. Rawlinson (muerto en funciones)
- 1986–1987: Nea Evans
- 1987–1990: George Band
- 1990–1993: H. R. A. Streather
- 1993–1996: Mike Westmacott
- 1996–1999: Chris Bonington
- 1999–2001: Doug Scott
- 2002–2004: Alan Blackshaw
- 2005–2007: Stephen Venables
- 2008- : Paul Braithwaite